# Чечла
Чечла (груз. ჭეჭლა) — село в Грузії.
За даними перепису населення 2014 року в селі проживає 182 особи.